# Come il mare (romanzo)
Come il mare (titolo originale: Hungry as the Sea) è un libro di Wilbur Smith del 1978, pubblicato da Longanesi nel 1980.

## Trama
Nick Berg è stato spodestato. Era presidente e azionista di una grande compagnia di navigazione, tutti lo chiamavano "il Principe d'Oro". Ora Duncan Alexander gli ha portato via tutto: le navi, la moglie, il figlio. Gli rimane solo un rimorchiatore oceanico: il Warlock. Quando ne assume il comando, nel porto di Città del Capo, sa di avere di fronte a sé una sfida per la vita. E poi con lui lo sanno gli uomini della sua nave. Poi, dalle distese gelide dell'Antartide arriva l'invocazione di soccorso della Golden Adventurer, gioiello della flotta che Duncan gli ha sottratto. È alla deriva con seicento persone a bordo. Nick sa che è la grande occasione per rimontare la china. Vale qualsiasi rischio. L'eroico salvataggio in una tremenda burrasca tra i ghiacci gli restituisce tutto il suo potere, gli regala l'amore di Samantha, dà inizio all'ultima battaglia con Duncan, che può concludersi solo con la distruzione di uno dei due avversari. Così, nel mondo di ghiaccio dell'Antartide, nel tuonare delle maree sudafricane, nella tremenda tensione di una corte di giustizia inglese, nell'imperversare di un uragano al largo della Florida, si svolge la lotta senza quartiere di Nick contro le forze della natura, contro il destino, contro gli intrighi dei potenti, contro la minaccia di una catastrofe ecologica, contro chi gli ha sottratto il figlio. Al suo fianco c'è Samantha, la giovane donna che ha ridato un senso alla sua vita.

## Personaggi

### Principali
- Nicholas Berg
- Duncan Alexander
- Peter Berg
- Chantelle Christy
- Samantha Silver

### Secondari
- David Allen, primo ufficiale del Warlock (successivamente suo comandante.)
- Vin Baker, direttore di macchina del Warlock.
- Jules Levoisin, maestro di nick e capitano prima del Mouette poi del Sea Witch.
- Bernard Wackie, collaboratore di Berg alle Bermude ed addetto alla vendita della compagnia (mai avvenuta).
- James Teacher, avvocato di Berg.
- Lazarus, informatore di Nick sulla Christie Marine.

## Navi
- Warlock, Sea Witch: rimorchiatori d'altura
- Golden Adventurer: piroscafo da crociera
- Golden Dawn: superpetroliera da 1 milione di tonnellate

## Edizioni
- Wilbur Smith, Come il mare, traduzione di Jimmy Boraschi, Oscar narrativa, Arnoldo Mondadori Editore, 1982.

- Wilbur Smith, Come il mare, traduzione di Jimmy Boraschi, collana TEA, Longanesi, 1995,  p. 390, ISBN 88-7819-383-6.

- Wilbur Smith, Come il mare, traduzione di Jimmy Boraschi, Teadue, TEA, 1995,  p. 389, ISBN 9788878193833.

- Wilbur Smith, Come il mare, traduzione di Jimmy Boraschi, Super TEA, TEA, 2018,  p. 390, ISBN 9788850251131.

- Wilbur Smith, Come il mare, traduzione di Isabella Polli, HarperCollins, 28 gennaio 2021,  p. 624, ISBN 9788869058226.